# 崔玄姝
崔玄姝（韓語：최현주；1984年8月6日—），是一名韩国全羅北道女子射箭运动员。2012年，她在2012年夏季奥林匹克运动会女子团体射箭比赛中联同队友获得金牌。